# Bahía de Chesapeake
La bahía de Chesapeake (/ˈtʃɛsəpiːk/) (del inglés: Chesapeake Bay) 
es el mayor estuario de los Estados Unidos.
Es una bahía del océano Atlántico, ubicada al este del país. Tiene su parte más baja en Virginia y la sección más alta en Maryland, teniendo 311 km de largo y de 5 a 40 km de ancho, cubriendo un área de cerca de 8365 km². Desemboca en el océano Atlántico, y está rodeada por los Estados de Maryland y Virginia.
La bahía de Chesapeake drena un área de 166.534 km² en el Distrito de Columbia, Nueva York, Pensilvania, Delaware, Maryland, Virginia y Virginia Occidental y en ella desaguan más de 150 ríos, siendo los más importantes: 
- Río Susquehanna, con 715 km de longitud;
- Río Potomac, con 665 km;
- Río James, con 660 km (incluidas sus fuentes);
- Río Rappahannock, con 294 km;
- Río Patuxent, con 185 km;
- Río Patapsco;
- Río Chester, con unos 64 km;
- Río Choptank;
- Río Nanticoke, con 48 km;
- Río Pocomoke, con 117 km;
- Río York, un estuario de unos 64 km;
- Río Back.

Las aguas de la bahía han albergado vastas cantidades de vida marina, pero ya en los años 1970 el desarrollo de los alrededores creó una alarmante contaminación; aminorándose la producción pesquera notablemente. Desde entonces se han hecho esfuerzos para revertir el daño.
La bahía de Chesapeake forma parte de la ruta de navegación del Canal Intracostero del Atlántico.

## Historia
El español Lucas Vázquez de Ayllón fue el primer europeo en explorar la zona (1523) y trazó un mapa de la bahía de Chesapeake, a la cual llamó «bahía de Santa María».
En 1526, estableció un asentamiento, que duró unos pocos meses, al que llamó San Miguel de Guadalupe. La localización exacta es discutida y algunos autores la sitúan en lo que posteriormente fue la ciudad de Jamestown (Virginia), y otros en la desembocadura del río Pedee. Ayllón llevó esclavos negros para que trabajasen las nuevas tierras, siendo la primera ocasión en que los esclavos africanos llegaron a Norteamérica. Posteriormente, los esclavos, aprovechando las disputas políticas entre los colonizadores, se levantaron y huyeron al interior, organizando así la primera rebelión en Norteamérica.
Existió una misión jesuita española (Misión de Santa María de Ajacán) en la bahía de Chesapeake entre 1570 y 1572, pero fue abandonada. 
El capitán inglés John Smith exploró y trazó mapas de la bahía entre 1607 y 1609. La «Ruta Histórica Nacional Capitán John Smith Chesapeake». La primera «Ruta Histórica Nacional» solamente acuática de los Estados Unidos fue creada en julio de 2006. La ley pasó la votación de la Cámara de Representantes y aprobada por unanimidad por el Senado.
La bahía fue el lugar donde se desarrolló la Batalla de la Bahía de Chesapeake en 1781, durante la cual la flota francesa derrotó a la Marina Real Británica en la decisiva batalla naval de la Guerra de Independencia de los Estados Unidos.
En la actualidad, la cuestionada central nuclear de Calvert Cliffs utiliza el agua de la bahía para enfriar su reactor.